# Табернакль
Таберна́кль (фр. tabernacle, от лат. tabernaculum — будка, шатёр, палатка) — в западноевропейском Средневековье — реликварий, дарохранительница, ковчег для хранения святых мощей. 
В католических храмах и капеллах табернакли имеют архитектоническую форму, поскольку символически восходят к ветхозаветной скинии с Ковчегом Завета. Реликварий, повторяющий в миниатюре архитектуру Иерусалимского храма, называют сионом.
В архитектуре романского и готического периодов табернаклями также называли отдельное сооружение в виде шатра или архитектурно оформленную нишу, башенку, чаще с шатровым, готическим навершием, типа пинакля или турели. Во многих случаях табернакли использовали для обрамления статуи на кровле или внутри здания. В этом случае табернакль выполняет функцию балдахина, или кивория над алтарём или статуей.
Табернакль также запрестольная композиция, алтарная картина в архитектоническом обрамлении, напоминающем готический храм в миниатюре. В этом случае явлен характерный для средневекового искусства принцип формообразования, называемый диминуцией (миниатюризацией): повторением целого в деталях, общей композиции здания в его отдельных частях, или уподобления форм в разных масштабах, как бы отражающихся одна в другой, что обеспечивает всепроникающую цельность и, соответственно, выразительность всей композиции— экстерьера или интерьера архитектурного сооружения.
Знаменитый золотой табернакль находится в Палатинской капелле в Ахене (нем. Pfalzkapelle). В интерьере Капеллы сохранился алтарь (из позолоченного серебра 1020 года, созданный по образцу Пала д’Оро (Pala d’Оro) собора Сан-Марко в Венеции и рака с мощами Карла Великого (1200—1215), украшенная эмалями и драгоценными камнями.
Во Флоренции, в церкви Орсанмикеле, справа от главного алтаря, находится огромный табернакль из белого резного мрамора с инкрустацией цветной смальтой в стиле «пламенеющей готики» работы Андреа Орканья (1349). Табернакль включает алтарную картину «Мадонна с Младенцем» Бернардо Дадди. Похожий табернакль Орканья сделал для Капеллы дель Корпорале собора в Орвието (1358).
В искусстве второй половины XVIII века, в мебели австрийского и немецкого рококо, табернаклем называли секретер.
Ещё одно значение слова «табернакль» — особый башмак с шарниром у опрокидывающихся (заваливающихся) мачт на небольших судах, баржах и речных яхтах.